# فهرست فضاپیماهای اسپوتنیک

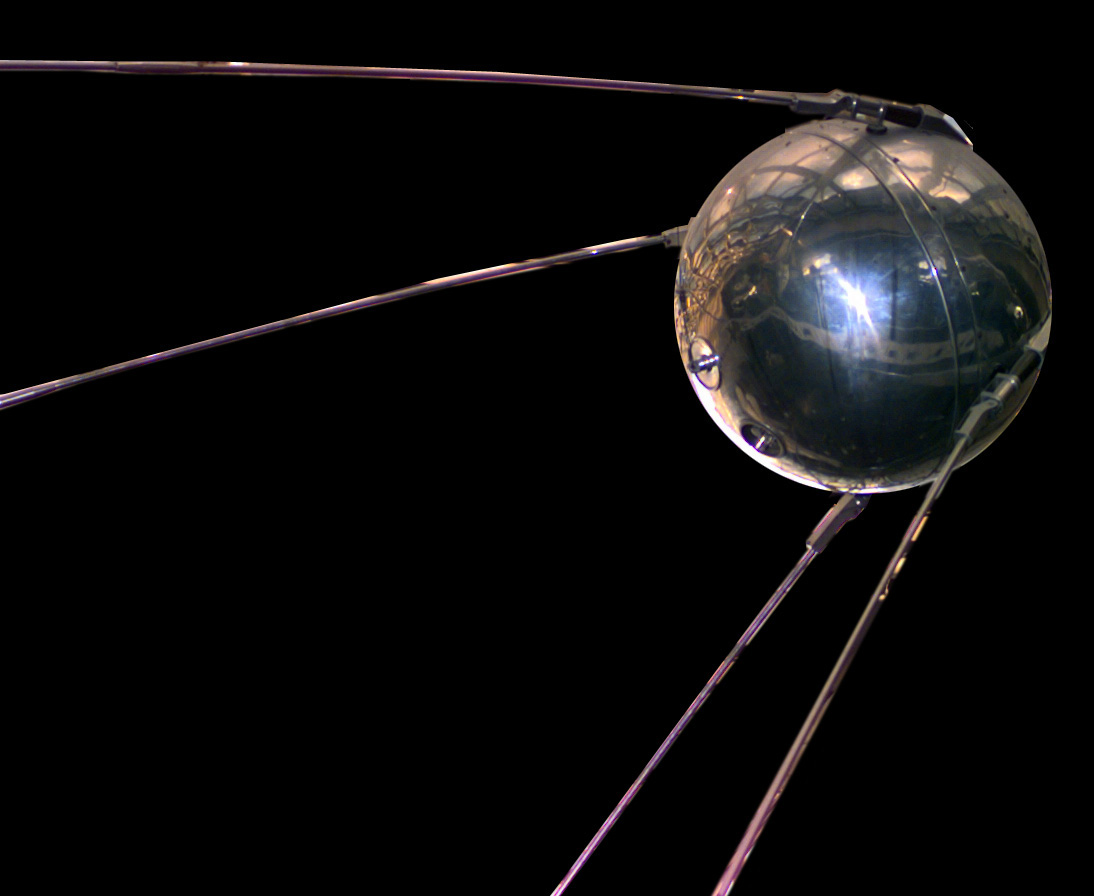
اسپوتنیک ۱

فهرست فضاپیماهای اسپوتنیک (به روسی: Спутник)، که یک کلمهٔ روسی به معنی "ماهواره‌ای" یا "همسفر و همراه" است، نامی است که به گروهی از فضاپیماهایی که در اجرای برخی از برنامه‌های فضایی اتحاد جماهیر شوروی سابق راه‌اندازی شدند داده‌شده‌است. "اسپوتنیک ۱"، "اسپوتنیک ۲" و "اسپوتنیک ۳"، نام‌های رسمی روسی آن اشیاء بودند، و در حالی که نامگذاری‌های باقی مانده در این سری: ("اسپوتنیک ۴" و غیره) نام‌های رسمی نیستند، بلکه این‌ها نام‌هایی هستند که در غرب برای فضاپیماهای بعدی که در آن زمان نام اصلی آن‌ها شناخته نبود مورد استفاده قرار گرفته بودند.

## فضاپیماهای با نام رسمی اسپوتنیک
- اسپوتنیک ۱ نخستین ماهوارهٔ مصنوعی بود که در ۴ اکتبر ۱۹۵۷ در مدار زمین قرار گرفت.
- اسپوتنیک ۲ نخستین فضاپیمایی بود که به حمل یک حیوان زنده (سگ لایکا)، در ۳ نوامبر ۱۹۵۷ نوامبر پرداخت.
- اسپوتنیک ۳ یک ماهوارهٔ تحقیقاتی بود که در ۱۵ مه ۱۹۵۸ راه اندازی شد.

## فضاپیماها با نامی که اسپوتنیک بخشی از آن است
مفهوم روسی «ماهواره»، در واژهٔ اسپوتنیک سبب شده که این واژه در نام فضاپیماهای دیگر هم ظاهر شود:
- اسپوتنیک دنپروپتروسک: یک سری ماهواره توسعه علمی و فناوری بودند.
- اسپوتنیک ایستربیتل: «ماهوارهٔ جنگنده».
- اسپوتنیک تیاژلی: «ماهوارهٔ سنگین» کاوشگر ناموفق سیارهٔ زهره.